# Evarist Bartolo

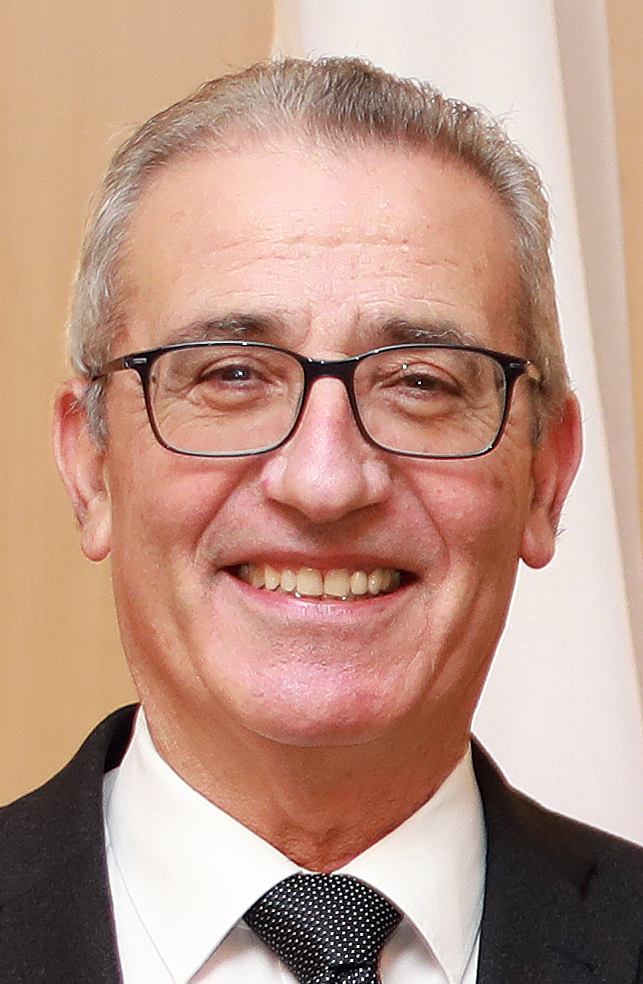
Evarist Bartolo (2021)

Evarist Bartolo (* 14. Oktober 1952 in Mellieha) ist maltesischer Politiker der sozialdemokratischen Partei Maltas, Partit Laburista. Bis zum 26. März 2022 war er Minister für europäische und auswärtige Angelegenheiten. Zuvor war Bartolo Minister für Bildung und Arbeit. Seit 1992 war er Mitglied des Parlaments von Malta.

## Privates
Bartolo ist der Sohn eines Grundschullehrers. Er wuchs mit drei Schwestern und drei Brüdern auf. Mit seiner Ehefrau Gillian hat er zwei Töchter.

## Bildung
1975 schloss Bartolo seinen B. A. in englischer Literatur an der Universität Malta ab. 1984 erhielt er ein Stipendium für einen Diplomkurs in Journalismus an der Stanford-Universität. Anschließend schloss er 1986 einen Master in Pädagogik an der Universität Cardiff ab.

## Karriere
Bartolo lehrte drei Jahre an der Universität De La Salle in Manila. Vier Jahre arbeitete er für den nationalen Rundfunksender Maltas und weitere zehn Jahre als Redakteur und Leiter der Medienabteilung der Partit Laburista. Seit 1992 ist er Mitglied des Parlaments von Malta und beteiligt sich in den Themenbereichen Bildung, (europäische) Außenpolitik und Tourismus. Zwischen 1996 und 1998 war Bartolo Minister für Bildung und Arbeit. Seit dem 15. Januar 2020 ist er Minister für europäische und auswärtige Angelegenheiten.
Bartolo ist ein Befürworter der Bürgerrechte in Malta, daher setzte er sich für den Gesetzesentwurf zur Einführung des Scheidungsrechts ein. Dieser Gesetzesentwurf wurde im Oktober 2011 durch ein erfolgreiches Referendum im Parlament akzeptiert.
Außerdem setzte sich Bartolo für die Einführung eines Gesetzes für mehr Pressefreiheit, eines Whistleblowergesetzes und für strengere Regulierungen bei der Parteienfinanzierung ein. Nachdem die Veröffentlichungen der Panama Papers auch Korruptionsverwicklungen in der maltesischen Politik rund um Konrad Mizzi öffentlich machten, stand die Regierung Joseph Muscat in der Kritik. Vorwürfe, er selbst sei in Korruption verwickelt, wies Bartolo zurück.